# Greatest Hits (álbum de Fleetwood Mac)
Greatest Hits é um álbum de grandes êxitos da banda britânica de blues rock Fleetwood Mac, lançado em novembro de 1971. O disco traz a maior parte da base do grupo protagonizada pelo vocalista e guitarrista Peter Green, que lançou álbuns pela Columbia Records, antes da banda assinar com a Reprise Records.

## Faixas
1. The Green Manalishi (com Two Prong Crown) (Green)
2. Oh Well, Pt. 1 (Green)
3. Oh Well, Pt. 2 (Green)
4. Shake Your Moneymaker (James)
5. Need Your Love So Bad (John)
6. Rattlesnake Shake (Green)
7. Dragonfly (Kirwan)
8. Black Magic Woman (Green)
9. Albatross (Green)
10. Man of the World (Green)
11. Stop Messin' Around (Green/Adams)
12. Love That Burns (Green/Adams)